# Fiesta con nosotros
Fiesta con nosotros fue un programa de televisión, emitido por Televisión Española entre 1962 y 1965 y realizado en los Estudios Miramar de Barcelona.

## Formato
Se trataba de un programa infantil, pionero en su género ya que fue el primer programa-contenedor en la historia de la televisión en España. Presentado por Juan Viñas y Ana María Solsona, con la colaboración de Gustavo Re, contenía juegos, canciones y espectáculos para los más pequeños. Así como la emisión de las series Los Picapiedra y Las aventuras de Tintin.
Sin embargo, la sección más popular era la protagonizada por la ventrílocua austriaca Herta Frankel y sus marionetas.